# Los Super Seven
Los Super Seven est un supergroupe de rock américain. 

## Biographie
Le groupe est formé en 1998. Il comprend David Hidalgo et Cesar Rosas de Los Lobos (guitare, chant), Flaco Jimenez (accordéon, chant), Joe Ely (guitare, chant), Freddy Fender (chant), Rick Trevino (guitare, chant), et Ruben Ramos (chant).
Leur premier album, homonyme, est publié la même année au label BMG/RCA, titulaire d'un Grammy, En 2001 sort leur deuxième album, Canto. Entretemps, ils recrutent Caetano Veloso et Wil-Dog d'Ozomatli ; Puis sort leur troisième et dernier album en date, Heard it on the X qui fait notamment participer Lyle Lovett, Raúl Malo, et Rodney Crowell.
Le groupe est influencé par la musique traditionnelle du Mexique. Ils sont basés principalement à New York. Le style musical et la composition du groupe varient selon les albums qui ont accueilli des membres de The Texas Tornados, Los Lobos, Calexico, et Ozomatli.
Après des années d'inactivité, le groupe revient en 2012, avec David Hidalgo et César Rosas, pour un concert au Texas Pride Barbecue.

## Discographie
- 1998 : Los Super Seven (BMG)
- 2001 : Canto
- 2005 : Heard it on the X